# Les Déracinés (mini-série)
Pour les articles homonymes, voir Les Déracinés.
Les Déracinés est une mini-série française réalisée par Jacques Renard, diffusée en 2000 en deux épisodes de 90 minutes.

## Fiche technique
- Réalisateur : Jacques Renard
- Scénario : Serge Lascar
- Date de première diffusion : 22 septembre 2000

## Synopsis
Juin 62. Frank Seban, Irène son épouse et leurs deux enfants, Nicole, 18 ans, et Pierre, 10 ans, fuient Oran. La famille arrive à Bastia. Frank y retrouve son frère René, installé en Corse depuis dix ans. À peine arrivé, Frank prend contact avec la SETCO, un organisme subventionné qui octroie des terrains aux rapatriés afin d'y développer des projets touristiques. Nicole fait la connaissance d'Alain, un jeune étudiant corse. Maurice Rolliat, un quinquagénaire fort en gueule et argenté, propose aux deux frères de les épauler financièrement pour développer un club sur le terrain qu'ils ont acquis en bord de mer, grâce à la SETCO. Pendant ce temps, Nicole fréquente Alain. Membre d'une association qui s'oppose aux projets touristiques des pieds-noirs qui défigurent la Corse, le jeune homme mène des opérations contre la SETCO. Frank ordonne à Nicole de rompre avec Alain. Mais la jeune fille passant outre se donne à lui. Une nuit, René se rend sur le chantier du club avec Rolliat. Sur place il est gravement blessé dans un incendie : attentat ou accident ?

## Distribution
- Georges Corraface : Franck
- Luce Mouchel : Irène
- Julia Maraval : Nicole
- Kevin Fernandes : Pierre
- Isaac Sharry : René
- Alexis Loret : Alain
- Jean Yanne : Rolliat
- Robert Castel : Papy Albert
- Julie Debazac : Jeanine
- Yvette Medori : Louise
- Stéphanie Fatou : Brigitte
- Guy Cimino : Quilici
- Nathanaël Maöni : Martial
- François Raffaelli : Paul
- Jacques Coltelloni : Antoine